# 关于莉莉周的一切
《青春電幻物語》（日語：リリイ・シュシュのすべて），是日本知名導演岩井俊二2001年的作品。曾以《豆蔻年華》為名在第六屆上海國際電影電視節放映。

## 概要
電影透過片中幾個中學生對歌手「莉莉周」的崇拜，展現出當代日本青年人的問題。片中多次提到「以太」作為情感的傳播媒質，而莉莉周則是以太的使者。
大半的攝影在有著大片的田園的櫪木縣足利市和群馬縣太田市進行。在這個作品中，有描寫欺侮、恐嚇、店舖盜竊、援助交際、強姦、謀殺、自殺等社會的黑暗的部分，過激的表現也不少。為此要求演員有相當的表演，學生角色的少年赤裸在稻田中游泳、在人前自慰等衝擊性的場面也成為了話題。
在電影中伊藤步飾演的久野陽子演奏的德布西的鋼琴曲《阿拉伯风格曲第一號》是由當時14歲的牧野由依彈奏。

## 与原著小說的不同点
- 電影中雄一與星野參加的是劍道社，在原著小說裡參加的則是田徑社
- 電影中星野的爸爸開的是棉花紡織工廠且破產倒閉，原著小說星野的爸爸開的是計程車公司且並未提及破產倒閉。
- 電影中雄一的媽媽是在自己家開的美容理髮店工作，在原著小說則是在高速公路旁的租車行工作。
- 電影中在雄一偷竊CD被抓到後去唱片行接雄一的人是級任導師，原著小說則是副級任導師且雄一憎恨著副級任導師。
- 電影中在雄一偷竊CD後雄一的級任導師為了向店家賠罪所以買下了該張CD且送給雄一，原著小說副級任導師為了向店家賠罪一共買了三張一模一樣的CD，其中一張送給了雄一。
- 電影中男主角一行人為了去沖繩旅行在路上搶劫了路人的錢，且用那一筆錢完成了去沖繩的目的，原著小說裡男主角一行人搶完了錢後並未使用任何一元，而是各自向父母成功要到了旅費，搶到的錢則由星野保管著。
- 電影中雄一是透過了星野認識了歌手莉莉周，原著小說雄一是在唱片行隨手偷了一張莉莉周的CD後才認識且迷上了莉莉周。
- 電影中男主角一行人在沖繩旅行時遇到的背包客是交通意外死亡，原著小說該名背包客則是被一種嘴巴帶有尖刺的魚刺中心臟而死。
- 電影中星野將搶來的鈔票視為帶來不幸之物逕自將錢灑入海裡，原著小說中星野與男主角一行人討論後決定將錢藏在島上的草叢裡。
- 電影中星野與男主角一行人在車站遇到星野以前的同學時，星野以前的同學除了一直嘲笑數落星野以外還拿起了飲料鋁罐丟他的頭，原著小說他們是拿起籃球丟星野的頭。
- 電影中自殺的是津田死因是墜死，在原著小說中則是久野且並未提及自殺的方法。
- 原著小說中警察為了調查久野自殺的原因到學校展開調查，但是大部分知情的學生都被星野威脅恐嚇，所以並未向警方吐露真相，電影中並未提及警方是否有到校調查。
- 原著小說中雄一是為了在莉莉周的演唱會中自殺所以帶著刀子去看演唱會，電影中並未提及雄一帶著刀子去看演唱會的原因。
- 演唱會前粉絲網站的成員紛紛表示會帶信物前往演唱會以方便辨認，雄一期待能見到帶著青蘋果信物的網友『藍貓』，在演唱會開始之前星野命令雄一替他拿著青蘋果去幫他買飲料並看看有沒有人會搭話，雄一從而獲悉星野就是藍貓。電影中在雄一去買飲料的途中有一位年輕女性一直凝視觀察著雄一，但並未提及該名女性的身分且她與雄一也沒有任何的交集談話，原著小說中星野用網名藍貓在網路論壇中與網友名叫『小冬』的女子正談著網路戀愛，但兩位網路戀人並未見過面，因此電影裡一直在觀察著正在買飲料的雄一的女子很有可能正是網友小冬，不過在原著小說中雄一在買飲料時是一名中年男子主動與雄一交談並且承認他就是小冬後調頭離開。

## 主要登場人物·演員
蓮見雄一：市原隼人
莉莉周的歌迷。通過星野得知莉莉周的存在。新學期開始被星野率領的小組欺負。
星野修介：忍成修吾
莉莉周的歌迷。體育全能、成績優秀的初中學生會長。家境富裕，不過，暑假時公司倒閉家族離散。有小學的時候被欺負的過去。現在是欺負小組的領導人。
津田詩織：蒼井優
雄一的同學。被星野握住弱點，把援助交際作為「工作」得到的錢交給星野。在初次的「工作」的歸途，雄一陪伴詩織，而對雄一有好感。喜歡聽雄一的莉莉周的CD。
久野陽子：伊藤步
雄一喜歡的同班同學。和星野小學同班，在星野5年級轉校時送給星野莉莉周CD。鋼琴很好，下課後也在音樂室。受男生歡迎而被女生排斥。個性獨立而堅強。
佐佐木健太郎：細山田隆人
雄一同班的班級委員長。有責任感和正義感。單戀著津田。
神崎栖（神崎すみか）：松田一沙
雄一同班的女子中心的存在。討厭久野而欺負她。
 小山内：吉岡麻由子
主管音樂科的女性教師。
 高尾旅人：大澤隆夫
男主角一行人在琉球旅行時遇到的背包客。
 女導遊：市川實和子
負責帶男主角一行人在琉球旅行時的導遊之一。
 莉莉周：Salyu
環繞電影中的女歌手。

## 參展記錄
- 2002柏林影展C.I.C.A.E.特別獎
- 2002上海電影節評審團特別獎、最佳音樂
- 2002鹿特丹影展、舊金山影展
- 2001紐約影展、多倫多影展

## 外部連結
- 官方網站 （页面存档备份，存于）
- IMDb （页面存档备份，存于）